# Ingeborg
Ingeborg  è un nome proprio di persona danese, norvegese, svedese e tedesco femminile.

## Varianti
- Danese: Ingebjørg[1]
  - Ipocoristici: Inge[1][3], Inga[1]
- Norvegese: Ingebjørg[1][3]
  - Ipocoristici: Inga[1]
- Svedese
  - Ipocoristici: Inga[1]
- Tedesco: Ingeburg[1]
  - Ipocoristici: Inge[1], Inja[1]

### Varianti in altre lingue
- Germanico: Ingeburg[1]
- Islandese: Ingibjörg[1]
- Lituano: Ingeborga
- Norreno: Ingibjǫrg[1][3]
- Polacco: Ingeborga

## Origine e diffusione
Deriva dal nome norreno Ingibjörg. È composto da due elementi; il primo è Ing (nome di un dio germanico), mentre il secondo è bjǫrg ("aiutare", "salvare" o "protezione") oppure borg ("fortezza", "fortificazione"). Entrambi i termini sono comuni nell'onomastica germanica: il primo si trova anche in Ingrid, Ingunn, Ingolf, Ingegerd, Ingvar e Ingemar, mentre il secondo in Cyneburga, Valpurga, Notburga e Arnbjørg.

## Onomastico
Il nome è adespota, cioè non è portato da alcuna santa, pertanto l'onomastico ricade il 1º novembre, giorno di Ognissanti.

## Persone

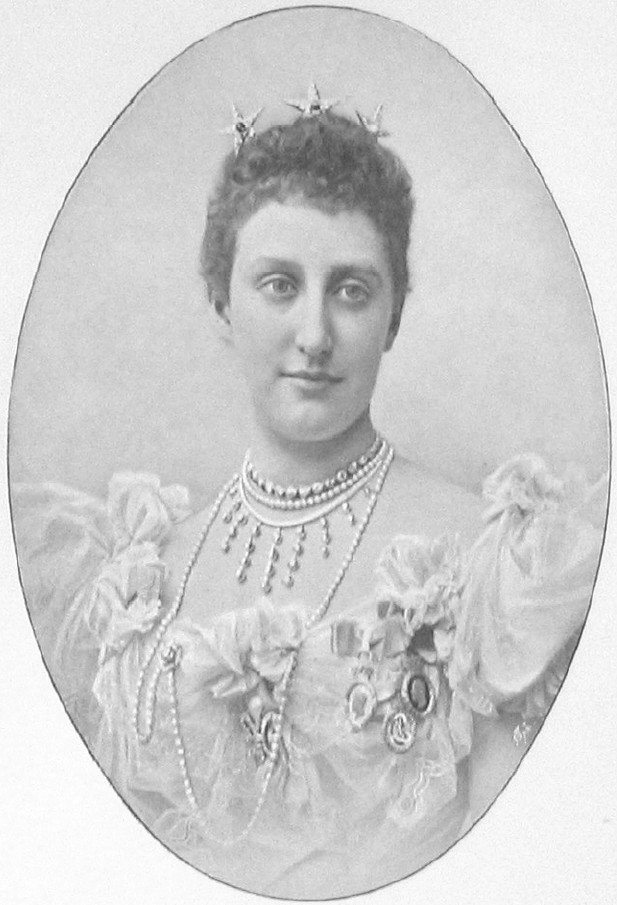
Ingeborg di Danimarca

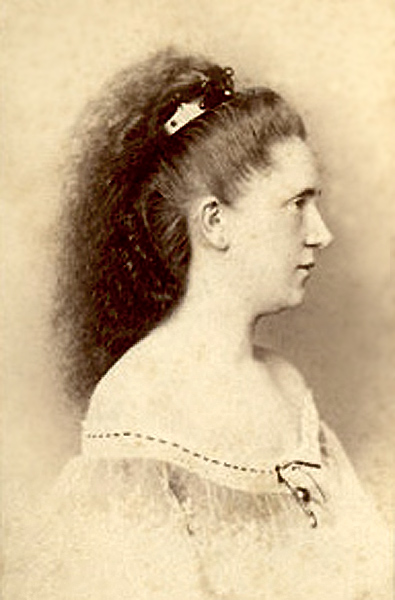
Ingeborg Bronsart von Schellendorf

- Ingeborg di Danimarca, principessa di Svezia e duchessa di Västergötland
- Ingeborg di Danimarca, regina consorte di Norvegia
- Ingeborg di Meclemburgo-Schwerin, principessa tedesca
- Ingeborg Bachmann, poetessa, scrittrice e giornalista austriaca
- Ingeborg Bronsart von Schellendorf, compositrice e pianista tedesca
- Ingeborg Drewitz, scrittrice tedesca
- Ingeborg Magnusdotter di Svezia, regina consorte di Danimarca
- Ingeborg Marken, sciatrice alpina norvegese
- Ingeborg Schmitz, nuotatrice tedesca
- Ingeborg Schöner, attrice e modella tedesca
- Ingeborg Walter, storica, scrittrice e traduttrice italiana

### Variante Ingibjörg
- Ingibjörg Egilsdóttir, modella islandese
- Ingibjörg Gísladóttir, politica islandese
- Ingibjörg Sigurðardóttir, calciatrice islandese

### Altre varianti
- Ingeburge di Danimarca, regina consorte di Franchi
- Ingebjørg Bråten, saltatrice con gli sci norvegese
- Ingebjørg Bratland, cantante norvegese
- Ingeborga Dapkūnaitė, attrice lituana
- Ingibiorg Finnsdottir, regina consorte di Scozia

## Il nome nelle arti
- Ingeborg Holm è la protagonista dell'omonimo film muto del 1913, diretto da Victor Sjöström.